# Castronuovo di Sant’Andrea
Castronuovo di Sant’Andrea ist eine süditalienische Gemeinde (comune) mit 862 Einwohnern (Stand 31. Dezember 2023) in der Provinz Potenza in der Basilikata. Die Gemeinde liegt etwa 59,5 Kilometer südöstlich von Potenza am Nationalpark Pollino und gehört zur Comunità Montana Alto Sinni.

## Persönlichkeiten
- Andreas Avellino (1521–1608), Priester